# Arachnothryx tacanensis
Arachnothryx tacanensis là một loài thực vật có hoa trong họ Thiến thảo. Loài này được (Lundell) Borhidi mô tả khoa học đầu tiên năm 1987.